# 百慕大地理

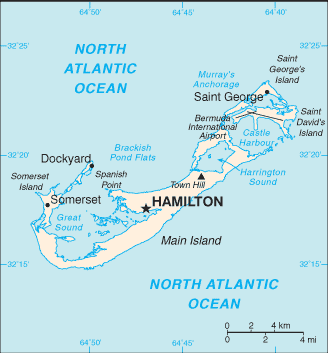
百慕大地图

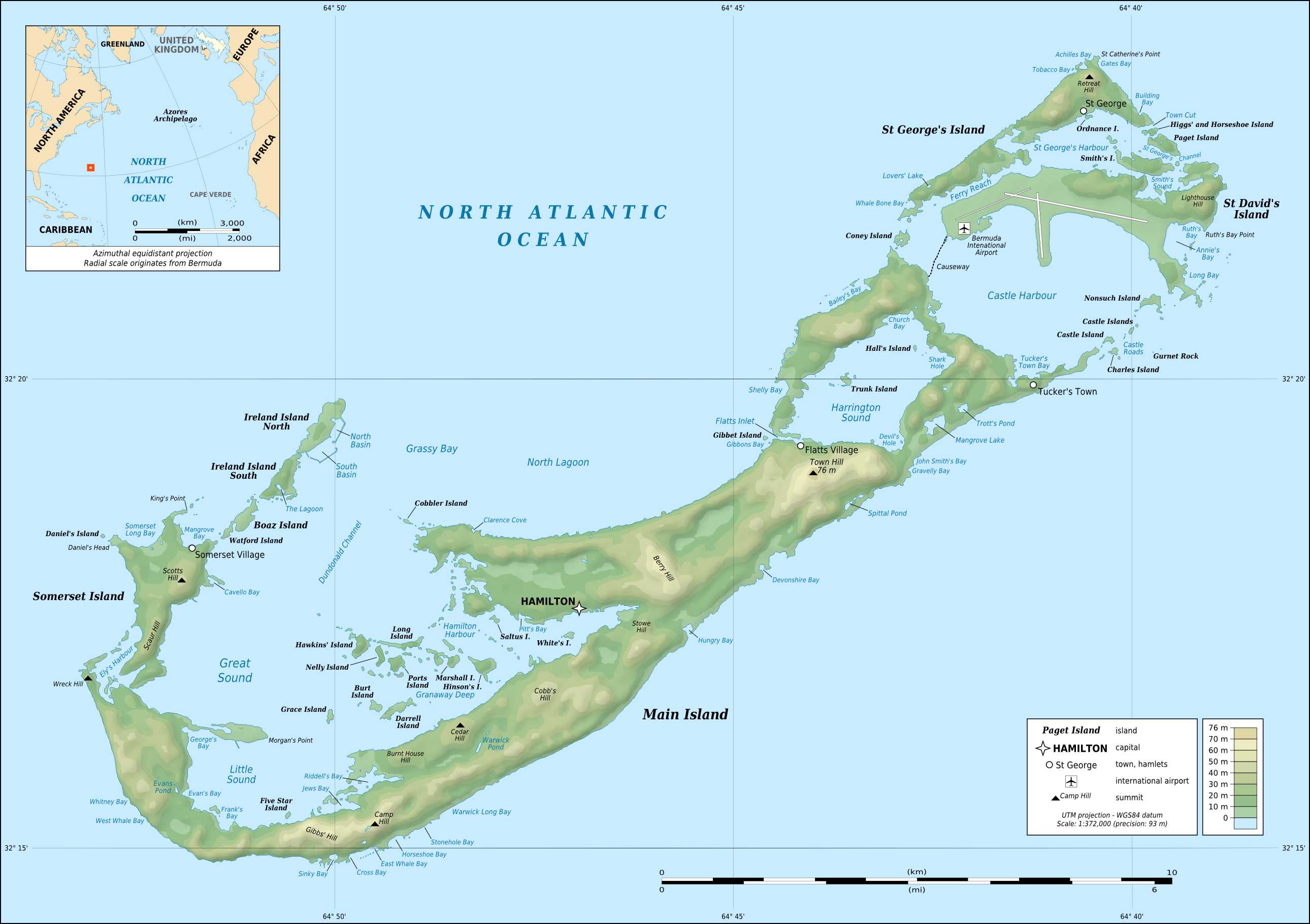
百慕大地图

百慕達位於北大西洋，距美国北卡羅來納州外岸（Outer Banks）的海特瑞斯角（Cape Hatteras）東至東南約580海里（1,074公里）、瑪莎葡萄園島（Martha's Vineyard）東南約590海里（1,093公里）。百慕達有103公里的海岸線。

## 气候
一般人誤解百慕達位於熱帶。其實，百慕達是亞熱帶氣候受附近流動的灣流強烈影響。百慕達的氣候非常潮濕，在夏季縱然溫度看似適中，但酷热指数很高。冬季很暖和，1、2月的平均白晝溫度約有20°C（68°F）。強風和暴雨，使溫度感覺降至冰點以下，但實際溫度很少降至10°C（50°F）。降雨是百慕達淡水的唯一來源，從屋頂和流域收集（或從地下礦體抽取）然後儲進貯水池。每戶居民通常都有至少一個貯水池，鞏固當地的供水。

## 人文地理
漢米爾頓市（City of Hamilton）和聖喬治鎮（Town of St. George）是百慕達的兩個法定自治市。當地亦設有一些稱作「村莊」的地區，如、和。